# エンジェルス・オブ・ラヴ
『エンジェルス・オブ・ラヴ』（Angels of Love）は、2009年に発表されたイングヴェイ・マルムスティーンの17作目のスタジオ・アルバム。

## 概要
これまでに発表してきたバラード・ナンバーの中から9曲を、アコースティック・ギター、ストリングス、クワイア等を用いたアレンジで新たにレコーディングしており、未発表曲Ocean Sonataを加えた、全編インストルメンタル・アルバムとなっている。アルバムのジャケット写真の人物は、イングヴェイの妻 エイプリル・マルムスティーンである。日本盤ジャケットの帯解説は「2009年に日本凱旋公演ツアーを行なうイングヴェイが、全てのアコースティック・インスト・バラードによるアルバムを完成！早弾きでアグレッシヴなばかりがイングヴェイじゃない！叙情的で素晴らしいアルバムをも聴かせる事が証明されたアルバム。」である。

## 収録曲
| 全作曲・編曲: イングヴェイ・マルムスティーン。 |                                                      |           |                                |                                        |      |
| #                                              | タイトル                                             | 作詞      | 作曲・編曲                     | オリジナル・アルバム                   | 時間 |
| 1.                                             | 「フォーエヴァー・ワン」(Forever One)                |           | イングヴェイ・マルムスティーン | セブンス・サイン                       | 4:49 |
| 2.                                             | 「ライク・アン・エンジェル」(Like an Angel)          |           | イングヴェイ・マルムスティーン | フェイシング・ジ・アニマル             | 6:05 |
| 3.                                             | 「クライング」(Crying)                               |           | イングヴェイ・マルムスティーン | トリロジー                             | 6:02 |
| 4.                                             | 「ブラザーズ」(Brothers)                             |           | イングヴェイ・マルムスティーン | セブンス・サイン                       | 6:00 |
| 5.                                             | 「メモリーズ」(Memories)                             |           | イングヴェイ・マルムスティーン | オデッセイ                             | 4:09 |
| 6.                                             | 「セイヴ・アワ・ラヴ」(Save Our Love)                |           | イングヴェイ・マルムスティーン | エクリプス                             | 6:18 |
| 7.                                             | 「オーシャン・ソナタ」(Ocean Sonata)                 |           | イングヴェイ・マルムスティーン | (未発表曲)                             | 6:14 |
| 8.                                             | 「ミラクル・オブ・ライフ」(Miracle of Life)          |           | イングヴェイ・マルムスティーン | ウォー・トゥ・エンド・オール・ウォーズ | 4:31 |
| 9.                                             | 「ソロウ」(Sorrow)                                   |           | イングヴェイ・マルムスティーン | セブンス・サイン                       | 2:52 |
| 10.                                            | 「プレリュード・トゥ・エイプリル」(Prelude to April) |           | イングヴェイ・マルムスティーン | 新世紀                                 | 4:41 |
| 合計時間:                                      | 合計時間:                                            | 合計時間: | 51:41                          |                                        |      |

## 参加者
- イングヴェイ・マルムスティーン	 - アコースティック・ギター、スチール・ギター、クラシック・ギター、エレクトリックギター、チェロ、キーボード、ギター・シンセサイザー
- マイケル・トロイ・アブダラ	 - 	キーボード
- キース・ローズ - ミックス・エンジニア